# Campeonato de la SAFF 2021
El Campeonato de la SAFF 2021 fue la decimotercera edición del Campeonato de la SAFF, torneo de fútbol a nivel de selecciones nacionales organizado por la Federación de fútbol del Sur de Asia (SAFF). Se llevó a cabo, en la ciudad de Malé, en Maldivas, y contó con la participación de 5 seleccionados nacionales masculinos.
Inicialmente este torneo se disputaría en 2020, pero por motivo de la pandemia por el nuevo coronavirus se postergó hasta el 2021.

## Elección del país anfitrión
Inicialmente, el certamen se iba a desarrollar en Pakistán, de acuerdo a la determinación tomada por la federación regional el 11 de abril de 2018. Sin embargo, el 15 de septiembre de 2019, Kazi Salahuddin y Anwarul Haque Helal, presidente y secretario general de la SAFF, junto con representantes de las siete naciones miembro, determinaron que el torneo se traslade a Bangladés.
Más tarde Bangladés se retiró de la organización por complicaciones de la Pandemia por COVID-19, y falta de patrocinadores.
El 9 de agosto de 2021, se decreta a Maldivas como nuevo organizador del torneo.

### Sede
El Estadio Nacional de Fútbol de Maldivas, en Malé, será la sede de todos los partidos del campeonato.
| Malé                                   |
| -------------------------------------- |
| Atolón de Seenu (UTC+05:00)            |
| Estadio Nacional de Fútbol de Maldivas |
| Capacidad: 13.000                      |
|                                        |

## Formato
Las 5 selecciones participantes se enfrentarán bajo el sistema de todos contra todos, a una sola rueda. Los puntos se computarán a razón de 3 —tres— por partido ganado, 1 —uno— en caso de empate y 0 —cero— por cada derrota.
Las dos selecciones mejor ubicadas en la tabla de posiciones final pasarán a la final, cuyo vencedor se consagrará campeón.

## Equipos participantes
| Equipos participantes | Equipos participantes | Equipos participantes |
| --------------------- | --------------------- | --------------------- |
| Bangladés             | India                 | Maldivas              |
| Nepal                 | Sri Lanka             |                       |

## Fase de grupo
| Pos. | Equipo       | Pts. | PJ | G | E | P | GF | GC | Dif. | Clasificación |
| ---- | ------------ | ---- | -- | - | - | - | -- | -- | ---- | ------------- |
| 1    | India        | 8    | 4  | 2 | 2 | 0 | 5  | 2  | +3   | Final         |
| 2    | Nepal        | 7    | 4  | 2 | 1 | 1 | 5  | 4  | +1   | Final         |
| 3    | Maldivas (H) | 6    | 4  | 2 | 0 | 2 | 4  | 4  | 0    |               |
| 4    | Bangladés    | 5    | 4  | 1 | 2 | 1 | 3  | 4  | −1   |               |
| 5    | Sri Lanka    | 1    | 4  | 0 | 1 | 3 | 2  | 5  | −3   |               |

 Fuente: Soccerway
Criterios de clasificación: 1) Puntos; 2) Enfrentamiento directo; 3) Gol diferencia; 4) Goles anotados.
| 1 de octubre de 2021 | Bangladés         | 1:0 (0:0) | Sri Lanka | Estadio Nacional de Fútbol de Maldivas, Malé |                         |
| 16:00                | Barman 56' (pen.) |           |           | Árbitro(s): Feras Tawel                      | Árbitro(s): Feras Tawel |

| 1 de octubre de 2021 | Maldivas | 0:1 (0:0) | Nepal     | Estadio Nacional de Fútbol de Maldivas, Malé |                               |
| 21:00                |          |           | Dangi 86' | Árbitro(s): Axrol Riskullayev                | Árbitro(s): Axrol Riskullayev |

| 4 de octubre de 2021 | Bangladés  | 1:1 (0:1) | India       | Estadio Nacional de Fútbol de Maldivas, Malé |                               |
| 16:00                | Arafat 74' | Reporte   | Chhetri 26' | Árbitro(s): Majed Al-Shamrani                | Árbitro(s): Majed Al-Shamrani |

| 4 de octubre de 2021 | Sri Lanka                              | 2:3 (0:1) | Nepal                                  | Estadio Nacional de Fútbol de Maldivas, Malé |                             |
| 21:00                | - Hamilton 57' - De Silva 90+4' (pen.) | Reporte   | - S. Lama 33' - Bista 51' - Ghalan 86' | Árbitro(s): Ammar Ashkanani                  | Árbitro(s): Ammar Ashkanani |

| 7 de octubre de 2021 | India | 0:0 (0:0) | Sri Lanka | Estadio Nacional de Fútbol de Maldivas, Malé |                                 |
| 16:00                |       | Reporte   |           | Árbitro(s): Sajëçon Zajniddinov              | Árbitro(s): Sajëçon Zajniddinov |

| 7 de octubre de 2021 | Maldivas                          | 2:0 (0:0) | Bangladés | Estadio Nacional de Fútbol de Maldivas, Malé |                                 |
| 21:00                | - Mohamed 55' - Ashfaq 74' (pen.) |           |           | Árbitro(s): Yousif Saeed Hassan              | Árbitro(s): Yousif Saeed Hassan |

| 10 de octubre de 2021 | Maldivas    | 1:0 (1:0) | Sri Lanka | Estadio Nacional de Fútbol de Maldivas, Malé |                               |
| 16:00                 | - Ashfaq 6' | Reporte   |           | Árbitro(s): Majed Al-Shamrani                | Árbitro(s): Majed Al-Shamrani |

| 10 de octubre de 2021 | India       | 1:0 (0:0) | Nepal | Estadio Nacional de Fútbol de Maldivas, Malé |                                 |
| 21:00                 | Chhetri 82' | Reporte   |       | Árbitro(s): Yousif Saeed Hassan              | Árbitro(s): Yousif Saeed Hassan |

| 13 de octubre de 2021 | Nepal            | 1:1 (0:1) | Bangladés | Estadio Nacional de Fútbol de Maldivas, Malé |                               |
| 16:00                 | Bista 88' (pen.) | Reporte   | Reza 9'   | Árbitro(s): Axrol Riskullayev                | Árbitro(s): Axrol Riskullayev |

| 13 de octubre de 2021 | India                        | 3:1 (1:0) | Maldivas          | Estadio Nacional de Fútbol de Maldivas, Malé |                             |
| 21:00                 | Singh 33' · Chhetri 62', 71' | Reporte   | Ashfaq 45' (pen.) | Árbitro(s): Ammar Ashkanani                  | Árbitro(s): Ammar Ashkanani |

## Final
| 16 de octubre de 2021 | India                                   | 3:0 (0:0) | Nepal | Estadio Nacional de Fútbol de Maldivas, Malé |                               |
| 20:00                 | Chhetri 49' · Wangjam 50' · Samad 90+1' | Reporte   |       | Árbitro(s): Majed Al-Shamrani                | Árbitro(s): Majed Al-Shamrani |

## Campeón
|                                  |
| Bandera de la India              |
| Campeón invicto India 8.º título |

## Estadísticas

### Goleadores
5 goles
- Sunil Chhetri

3 goles
- Ali Ashfaq

2 goles
- Anjan Bista

1 gol
- Yeasin Arafat
- Topu Barman
- Sumon Reza
- Manvir Singh
- Sahal Abdul Samad
- Suresh Singh Wangjam
- Hamza Mohamed
- Manish Dangi
- Ayush Ghalan
- Suman Lama
- Dillon De Silva
- Marvin Hamilton

### Clasificación general
| Equipo | Equipo    | Pts | PJ | PG | PE | PP | GF | GC | Dif |
| ------ | --------- | --- | -- | -- | -- | -- | -- | -- | --- |
| 1      | India     | 11  | 5  | 3  | 2  | 0  | 8  | 2  | +6  |
| 2      | Nepal     | 7   | 5  | 2  | 1  | 2  | 5  | 7  | -2  |
| 3      | Maldivas  | 6   | 4  | 2  | 0  | 2  | 4  | 4  | 0   |
| 4      | Bangladés | 5   | 4  | 1  | 2  | 1  | 3  | 4  | -1  |
| 5      | Sri Lanka | 1   | 4  | 0  | 1  | 3  | 2  | 5  | -3  |

## Derechos de transmisión
| País      | Transmisión                         |
| --------- | ----------------------------------- |
| Bangladés | T Sports                            |
| India     | Eurosport                           |
| Maldivas  | Yes TV                              |
| Nepal     | Action Sports                       |
| Sri Lanka | Supreme TV and Football SriLanka TV |